# Burbuja Local

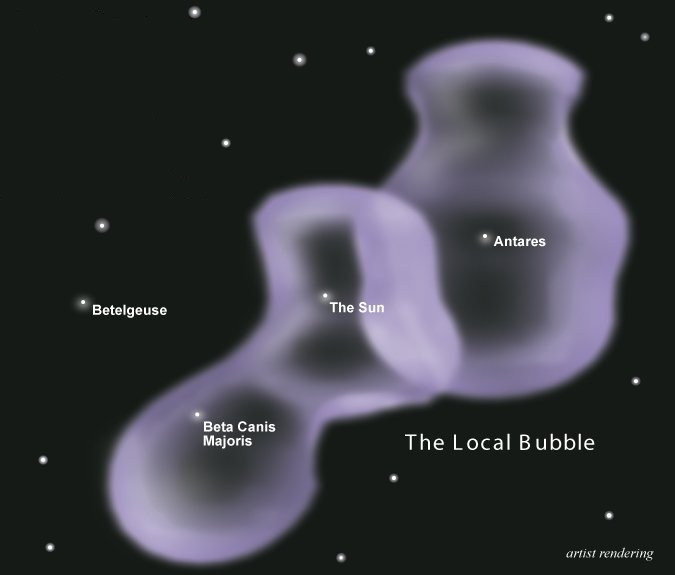
Impresión artística de la Burbuja Local, conteniendo el Sol y Murzim (β Canis Majoris), y la Burbuja Loop I, conteniendo Antares (α Scorpii).

La Burbuja Local, Cavidad Local O Pelusa Local es una cavidad en el medio interestelar en el Brazo de Orión de la Vía Láctea. Tiene al menos un diámetro de 300 años luz y su densidad de hidrógeno neutro es aproximadamente una décima parte de los 0,5 átomos por cm³ que existen como promedio en el medio interestelar de nuestra galaxia. El gas caliente y difuso en la Burbuja Local emite rayos X.
El sistema solar ha estado viajando a través de la Burbuja Local durante los últimos 3 millones de años. Actualmente se encuentra en la nube Interestelar Local, una región de material más denso dentro de la Burbuja, formada donde la Burbuja Local y la Burbuja Loop I —otra burbuja cercana— se encontraron. El gas en la Nube Interestelar Local tiene una densidad de 0,1 átomos por cm³.
La mayor parte de los astrónomos piensan que la Burbuja Local se formó en el pasado en un tiempo comprendido entre unos cientos de miles y unos pocos millones de años de la era actual. Se cree que la explosión de una supernova cercana empujó el gas y el polvo del medio interestelar, dejando un material caliente y menos denso. El candidato más probable como resto de la supernova es Geminga, un púlsar en la constelación de Géminis.
No es esférica y parece ser más estrecha en el plano galáctico, teniendo forma ovalada o elíptica. Parece ensancharse encima y debajo del plano galáctico, con lo que su forma podría ser similar a la de un reloj de arena.
Linda con otras burbujas cuya densidad también es menor que la del medio interestelar. En concreto, la Burbuja Loop I se encuentra en la Asociación de Scorpius-Centaurus a unos 500 años luz del Sol. Antares (α Scorpii) se encuentra dentro de esta burbuja. Otras burbujas que lindan con la Burbuja Local son la Burbuja Loop II y la Burbuja Loop III.